# Église Notre-Dame-de-la-Compassion de Rueil-Malmaison
Pour les articles homonymes, voir Notre-Dame-de-la-Compassion.
L’église Notre-Dame-de-la-Compassion est une église située 18 rue du Plateau à Rueil-Malmaison (Hauts-de-Seine).

## Description
L'autel, œuvre de Gustave Dermigny, a été installé en 1942.

## Historique
En 1926 fut acquis une parcelle constructible sur des terrains agricoles, avec le projet d'y construire une chapelle. Celle-ci fut élevée en 1932 dans le cadre de l'Œuvre des Chantiers du Cardinal et érigée en église paroissiale le 4 novembre 1937. Son premier curé fut alors l'abbé Verrain.
Un agrandissement eut lieu en 1938, ajoutant des vitraux faits de blocs de verre colorés, dans la tendance architecturale de l'époque.

## Paroisse
Elle appartient à la paroisse Notre-Dame de la Compassion.

## Pour approfondir